# Hero of the Day
Hero of the Day è un singolo del gruppo musicale statunitense Metallica, pubblicato il 5 settembre 1996 come secondo estratto dal sesto album in studio Load.

## Descrizione
La canzone parla delle persone che vanno a caccia di eroi nei media, e che non capiscono che gli eroi si ritrovano nella vita di tutti i giorni. Fu registrata per la prima volta il 13 dicembre 1995, e fu la prima registrata in ordine di tempo per Load.
Inizia con un giro di chitarra semplice, mentre le distorsioni cominciano a qualche secondo di distanza. La canzone fu accompagnata anche da un video dal vivo.

## Video musicale
Il videoclip, diretto da Anton Corbijn e pubblicato il 21 agosto 1996, mostra un ragazzo ubriaco intento a guardare la televisione, dove in ogni canale è visibile la band in varie sembianze (in un film western intitolato Load, una bevanda chiamata Load e in un gioco a premi intitolato Hero of the Day).

## Tracce
CD singolo – parte 1
1. Hero of the Day – 4:22 (James Hetfield, Lars Ulrich, Kirk Hammett)
2. Overkill – 4:07 (Lemmy Kilmister, Eddie Clarke, Phil Taylor) – originariamente interpretata dai Motörhead
3. Damage Case – 3:53 (Lemmy Kilmister, Eddie Clarke, Mick Farren, Phil Taylor) – originariamente interpretata dai Motörhead
4. Hero of the Day (Outta B Sides Mix) – 6:34 (James Hetfield, Lars Ulrich, Kirk Hammett)

CD singolo – parte 2
1. Hero of the Day – 4:22 (James Hetfield, Lars Ulrich, Kirk Hammett)
2. Stone Dead Forever – 5:06 (Lemmy Kilmister, Eddie Clarke, Mick Farren, Phil Taylor) – originariamente interpretata dai Motörhead
3. Too Late Too Late – 3:18 (Lemmy Kilmister, Eddie Clarke, Phil Taylor) – originariamente interpretata dai Motörhead
4. Mouldy (aka Hero of the Day – Early Demo Version) – 5:22 (James Hetfield, Lars Ulrich, Kirk Hammett)

Hero of the Day (Stricty Limited Edition)
1. Hero of the Day – 4:22 (James Hetfield, Lars Ulrich, Kirk Hammett)
2. Overkill – 4:07 (Lemmy Kilmister, Eddie Clarke, Phil Taylor) – originariamente interpretata dai Motörhead
3. Damage Case – 3:53 (Lemmy Kilmister, Eddie Clarke, Mick Farren, Phil Taylor) – originariamente interpretata dai Motörhead
4. Stone Dead Forever – 5:06 (Lemmy Kilmister, Eddie Clarke, Phil Taylor) – originariamente interpretata dai Motörhead
5. Too Late Too Late – 3:18 (Lemmy Kilmister, Eddie Clarke, Phil Taylor) – originariamente interpretata dai Motörhead

12"
- Lato A

1. Hero of the Day – 4:22 (James Hetfield, Lars Ulrich, Kirk Hammett)
2. Mouldy (aka Hero of the Day – Early Demo Version) – 5:22 (James Hetfield, Lars Ulrich, Kirk Hammett)

- Lato B

1. Hero of the Day (Outta B Sides Mix) – 6:34 (James Hetfield, Lars Ulrich, Kirk Hammett)
2. Overkill – 4:07 (Lemmy Kilmister, Eddie Clarke, Phil Taylor) – originariamente interpretata dai Motörhead

EP giapponese
1. Hero of the Day – 4:22 (James Hetfield, Lars Ulrich, Kirk Hammett)
2. Mouldy (aka Hero of the Day – Early Demo Version) – 5:22 (James Hetfield, Lars Ulrich, Kirk Hammett)
3. Hero of the Day (Outta B Sides Mix) – 6:34 (James Hetfield, Lars Ulrich, Kirk Hammett)
4. Stone Dead Forever – 5:06 (Lemmy Kilmister, Eddie Clarke, Phil Taylor) – originariamente interpretata dai Motörhead
5. Damage Case – 3:53 (Lemmy Kilmister, Eddie Clarke, Mick Farren, Phil Taylor) – originariamente interpretata dai Motörhead
6. Too Late Too Late – 3:18 (Lemmy Kilmister, Eddie Clarke, Phil Taylor) – originariamente interpretata dai Motörhead

## Formazione
Hanno partecipato alle registrazioni, secondo le note di copertina di Load:
Gruppo
- James Hetfield – chitarra, voce
- Lars Ulrich – batteria
- Kirk Hammett – chitarra
- Jason Newsted – basso

Produzione
- Bob Rock – produzione
- James Hetfield – produzione
- Lars Ulrich – produzione
- Randy Staub – registrazione, missaggio
- Brian Dobbs – assistenza alla registrazione, ingegneria del suono
- Kent Matcke – assistenza alla registrazione
- Paul DeCarli – montaggio digitale
- Mike Gillies – assistenza al montaggio digitale
- Chris Vrenna – assistenza al montaggio digitale
- Jason Goldstein – assistenza tecnica
- Matt Curry – assistenza al missaggio
- Mike Fraser – missaggio aggiuntivo
- Mike Rew – assistenza al missaggio aggiuntivo
- George Marino – mastering

## Classifiche
| Classifica (1996)             | Posizione massima |
| ----------------------------- | ----------------- |
| Australia                     | 2                 |
| Austria                       | 29                |
| Belgio (Fiandre)              | 30                |
| Canada                        | 17                |
| Finlandia                     | 3                 |
| Germania                      | 39                |
| Irlanda                       | 16                |
| Norvegia                      | 8                 |
| Nuova Zelanda                 | 21                |
| Paesi Bassi                   | 25                |
| Regno Unito                   | 17                |
| Stati Uniti                   | 60                |
| Stati Uniti (mainstream rock) | 1                 |
| Svezia                        | 10                |